# Nissan Sentra
Nissan Sentra – samochód osobowy produkowany przez japońską firmę Nissan Motors. Jest to w zasadzie nieco przestylizowana wersja Nissana Sunny. Nazwa "Sentra" nie dotyczy Nissanów produkowanych w Japonii, model nosi tam nazwę Bluebird Sylphy.

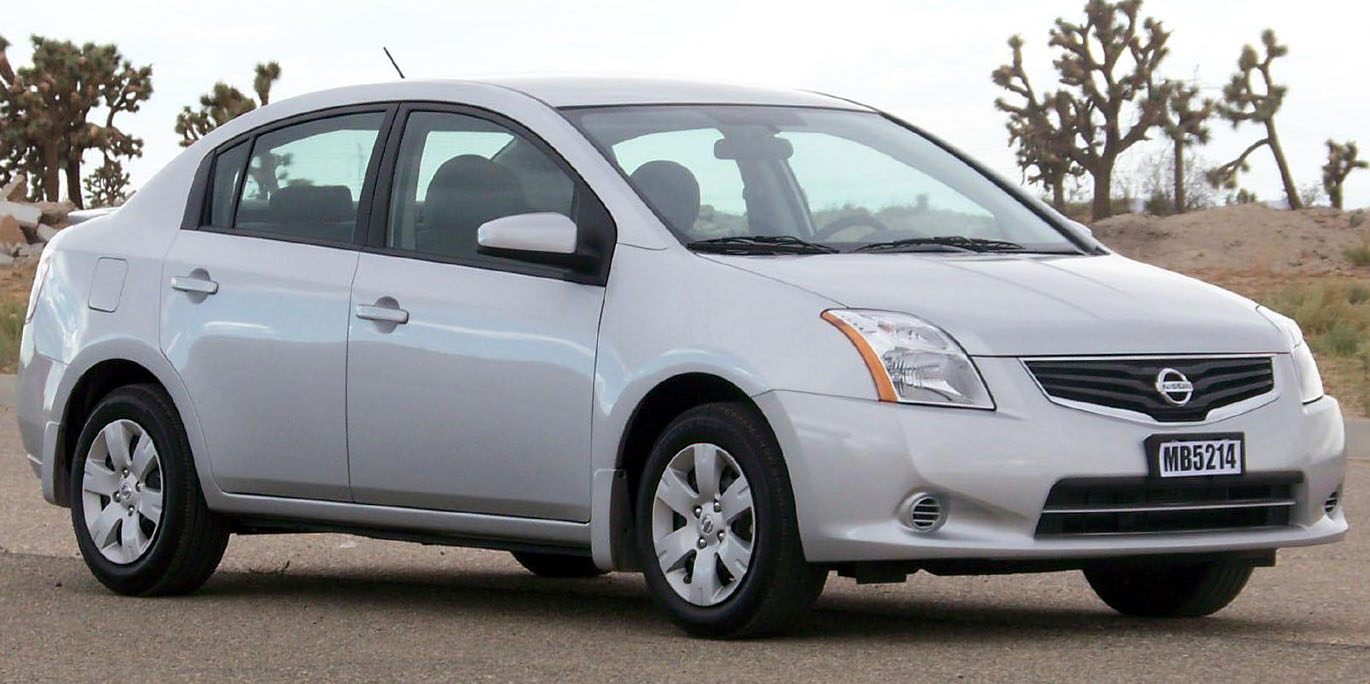
Nissan Sentra po face liftingu w 2010 roku

Sentra to reprezentant segmentu samochodów kompaktowych Nissana na terenie Stanów Zjednoczonych, ma za zadanie konkurować z samochodami takimi jak Toyota Corolla, Ford Focus, Chevrolet Cobalt, Mitsubishi Lancer, Volkswagen Jetta czy Honda Civic. Ceny na amerykańskim rynku wahają się od 20.000 USD za wersję podstawową po nawet 26.000 USD za Sentrę z pełnym wyposażeniem. We wczesnych latach produkcji model ów zaliczany był do segmentu B, ostatnie generacje samochodu odznaczają się jednak większymi wymiarami, co spowodowało klasyfikacje w segmencie C. Miejsce po Nissanie Sentra przejął model Versa.